# Gerichtsbezirk Rohitsch
Der Gerichtsbezirk Rohitsch (slowenisch: sodni okraj Rogatec) war ein dem Bezirksgericht Rohitsch unterstehender Gerichtsbezirk im Bundesland Steiermark. Er umfasste Teile des politischen Bezirks Pettau (Okraj Ptuj) und wurde 1919 dem Staat Jugoslawien zugeschlagen.

## Geschichte
Der Gerichtsbezirk Rohitsch wurde durch eine 1849 beschlossene Kundmachung der Landes-Gerichts-Einführungs-Kommission geschaffen und umfasste ursprünglich die 20 Gemeinden Dobrina, Donatiberg, Heiligen Dreifaltigkeit, Koschitze, Oberkostreinitz, Nadolle, Nimno, Plath, Reinkovetz, Rohitsch, Sauerbrunn, Schiltern, St. Florian, St. Hermagoras, St. Katharina, St. Rochus, Takatschovo, Tschernosische, Untersetschovo und Wrestovetz.
Der Gerichtsbezirk lag damit im östlichen Teil der Untersteiermark und umfasste Gebiete nördlich der heutigen Staatsgrenze zwischen Slowenien und Kroatien. Der Gerichtsbezirk Rohitsch bildete im Zuge der Trennung der politischen von der judikativen Verwaltung
ab 1868 gemeinsam mit den Gerichtsbezirken Pettau (Ptuj) und Friedau (Ormož) den Bezirk Pettau (Ptuj).
Der Gerichtsbezirk Rohitsch wies 1890 eine anwesende Bevölkerung von 12.460 Personen auf, wobei 11.674 Menschen Slowenisch und 537 Menschen Deutsch als Umgangssprache angaben.
1910 wurden für den Gerichtsbezirk 12.199 Personen ausgewiesen, von denen 10.922 Slowenisch (89,5 %) und 933 Deutsch (7,6 %) sprachen.
Durch die Grenzbestimmungen des am 10. September 1919 abgeschlossenen Vertrages von Saint-Germain wurde der Gerichtsbezirk zur Gänze dem Königreich Jugoslawien zugeschlagen.

## Gerichtssprengel
Der Gerichtssprengel Rohitsch umfasste 1910 die 21 Gemeinden Brestovec (Wrestovetz), Črmožiše (Tschermosische), Dobrina, Donačka Gora (Donatiberg), Kočice (Kotschitze), Kostrivnica (Kostreinitz), Nadole (Nadolle), Nimno, Plat (Plath), Rajnkovec (Rainkovetz), Rogatec (Rohitsch), Slatina Okolica (Sauerbrunn Umgebung), Spodnje Sečevo (Untersetschevo), Sveta Katarina (Sankt Katharina), Sveti Florijan (Sankt Florian), Sveti Mohor (Sankt Hermagoras), Sveti Rok (Sankt Rochus), Svetna Trojica pri Slatini (Heiligendreifaltigkeit bei Sauerbrunn), Takačevo (Takatschevo), Zdravilišče Rogatec-Slatina (Kurort Rohitsch-Sauerbrunn) und Žetale (Schiltern).